# Ungerskt varmblod
Det ungerska varmblodet är en hästras från Ungern som utvecklades genom korsningar av olika ungerska varmblodshästar som t.ex. Nonius och Furioso. Hästarna är vackra och intelligenta och har använts inom ridsporten på elitnivå. De är ridhästar och körhästar med hög kvalitet och får genomgå tester och inspektioner för att bli godkända inom aveln. 

## Historia
Efter att det ungersk-österrikiska imperiet upplöstes hade de ungerska stuterierna nått en stor framgång med det österrikiska varmblodet och de ungerska uppfödarna ville nu konkurrera med rasen som numera tillhörde Österrike. Man grundade aveln genom att använda samma bas med ungerska varmblodsraser som Gidran-arab, Furioso, Kisber felver och Noniushästar som senare skulle blandas med tyska högklassiga varmblod som holsteinare och hannoveranare. Även det holländska varmblodet korsades in i aveln. 
Varmblodshästarna avlades väldigt selektivt på stats-stuteriet Mezohegyes där man även började hålla inspektioner och tester för hingstarna innan de fick användas i avel, en praxis som används även idag. Hästarna testas av en kommitté i hoppning och dressyr innan de kan få en licens för att ingå i aveln och skrivas in i stamboken. För att ytterligare öka kvalitén och prestationsförmågan hos hästarna tillåter man även korsningar med toppklassade varmblodshästar och engelska fullblod.

## Egenskaper
Det ungerska varmblodet har fått en lättare exteriör än många av de andra europeiska varmbloden med hjälp av de lättare ungerska raserna. Hästarna är väldigt ädla och vackra och sägs vara väldigt intelligenta. Hästarna är atletiska och används inom all slags ridsport och även inom tävlingskörning. Rörelserna är fina och ganska stora och hästarna har stor uthållighet. 
Utseendet är atletiskt och muskulöst med ett medelstort huvud och rak nosprofil. Dragen är ädla och finskurna med kloka ögon. Bakbenen är långa och starka och ger dem en stor hoppkapacitet. Hästarna kan ha alla hela färger som brun, svart, skimmel och fux och är ca 160 till 170 cm i mankhöjd.